# Valbuena del Roblo
Valbuena del Roblo es una localidad española perteneciente al municipio de Crémenes, en la provincia de León, comunidad autónoma de Castilla y León.

## Geografía

### Ubicación
| Noroeste: Viego   | Norte: Ciguera | Noreste: Salamón  |
| Oeste: Viego      |                | Este: Las Salas   |
| Suroeste Corniero | Sur: Crémenes  | Sureste: Argovejo |

## Demografía
Evolución de la población
| Gráfica de evolución demográfica de Valbuena del Roblo entre 2000 y 2017 |
|                                                                          |
| Población de derecho (2000-2017) según el padrón municipal del INE       |